# 伊是名城
伊是名城是位於伊是名島（日本沖繩縣伊是名村）東南面的一座琉球式城堡。沖繩縣指定史跡。為琉球國第一尚氏王朝第二代國王尚巴志王的祖父佐銘川大主（鮫川大主）所築，標高約98米。

## 外部連結
- （日語） 伊是名村主頁
- （日語） 伊是名城 （页面存档备份，存于） — 沖繩觀光・沖繩情報ＩＭＡ
- （日語） 伊是名玉御殿 （页面存档备份，存于） — 沖繩觀光・沖繩情報ＩＭＡ